# ثباتية

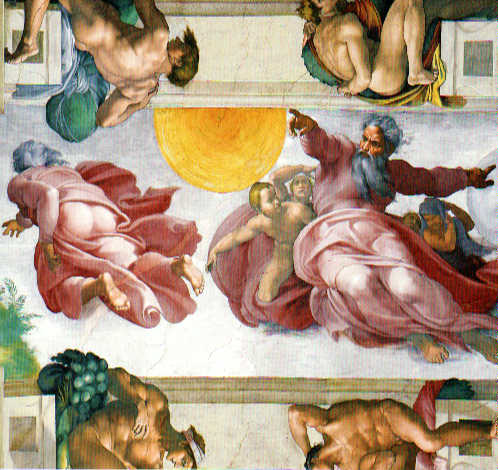

الثباتية أو الرَّكَانة (بالفرنسية:  Fixisme)‏، هي فرضية تم التخلي عنها الآن من قبل المجتمع العلمي، تقول بأن الكائنات الحية والأحوال المحيطية، كانت على ما هي عليه الآن بلا تطور، حيث تفترض أن العالم الذي يعيش فيه الإنسان مستقر (نظرية الخلق)، أو يعود دائمًا في نفس الحالة وفقًا للدورات (الثبات الكوني، الذي ينعكس في الفكر اليوناني، والهندوسي، والصيني، والمصري). «وهي مضادّة لمذهب التحوّل والتبدّل والتطوّر» 